# Salmo platycephalus
La trucha de Turquía es la especie Salmo platycephalus, un pez de agua dulce de la familia salmónidos, distribuidos por las aguas de tan sólo dos ríos de Turquía. Es una especie pescada por su alto valor en el mercado.

## Hábitat y biología
Su hábitat es de agua dulce, nunca desciende al mar. Vive en el río Zamanti y sus afluentes y en el río Seyhan y sus afluentes, en el sureste de Turquía. En todos ellos la población es muy abundante, pero la reciente introducción de trucha arcoíris hace que se prevea la desaparición de esta especie, pues se ha comprobado que la invasora depreda las puestas de la trucha turca.